# Рзаева, Эмили Эмиль кызы
Эмили Эмиль кызы Рзаева (азерб. Emili Emil qızı Rzayeva, род. 23 августа 2006) — азербайджанская спортсменка, выступающая в любительском боксе,тайском боксе, кикбоксинге чемпионка Европы среди девушек 2022 и 2023 гг., бронзовая призёрка III Европейских игр.

## Биография
Эмили Эмиль кызы Рзаева родилась 23 августа 2006 года. Будучи ученицей средней школы № 167 Ясамальского района города Баку, становилась призёром различных региональных турниров по дзюдо.
В сентябре 2021 года выиграла бронзу на соревнованиях по боксу (в весовой категории до 63 кг) в рамках I Игр стран СНГ.
В феврале 2022 года выиграла золотую медаль на чемпионате Европы среди девушек, который проходил в турецком Стамбуле.
В марте 2023 года Рзаева в столице Турции Анкаре стала чемпионкой мира Европы среди девушек, в весовой категории до 67 кг.
В июне 2023 года приняла участие на III Европейских играх в Кракове. Это были первые взрослые соревнования в карьере Рзаевой. На этих Играх она в четвертьфинале весовой категории до 63,5 кг одержала техническую победу над спортсменкой из Франции, выйдя в полуфинал. Здесь она уступила Терезе Стецовой из Чехии и стала бронзовой призёркой Игр.